# 太和乡 (社旗县)
太和乡是中国河南省南阳市社旗县下辖的一个乡。

## 行政区划
太和乡下辖：刘集村、范楼村、马埂村、闫店岗村、宋庄村、后赵村。